# Mura di Salerno

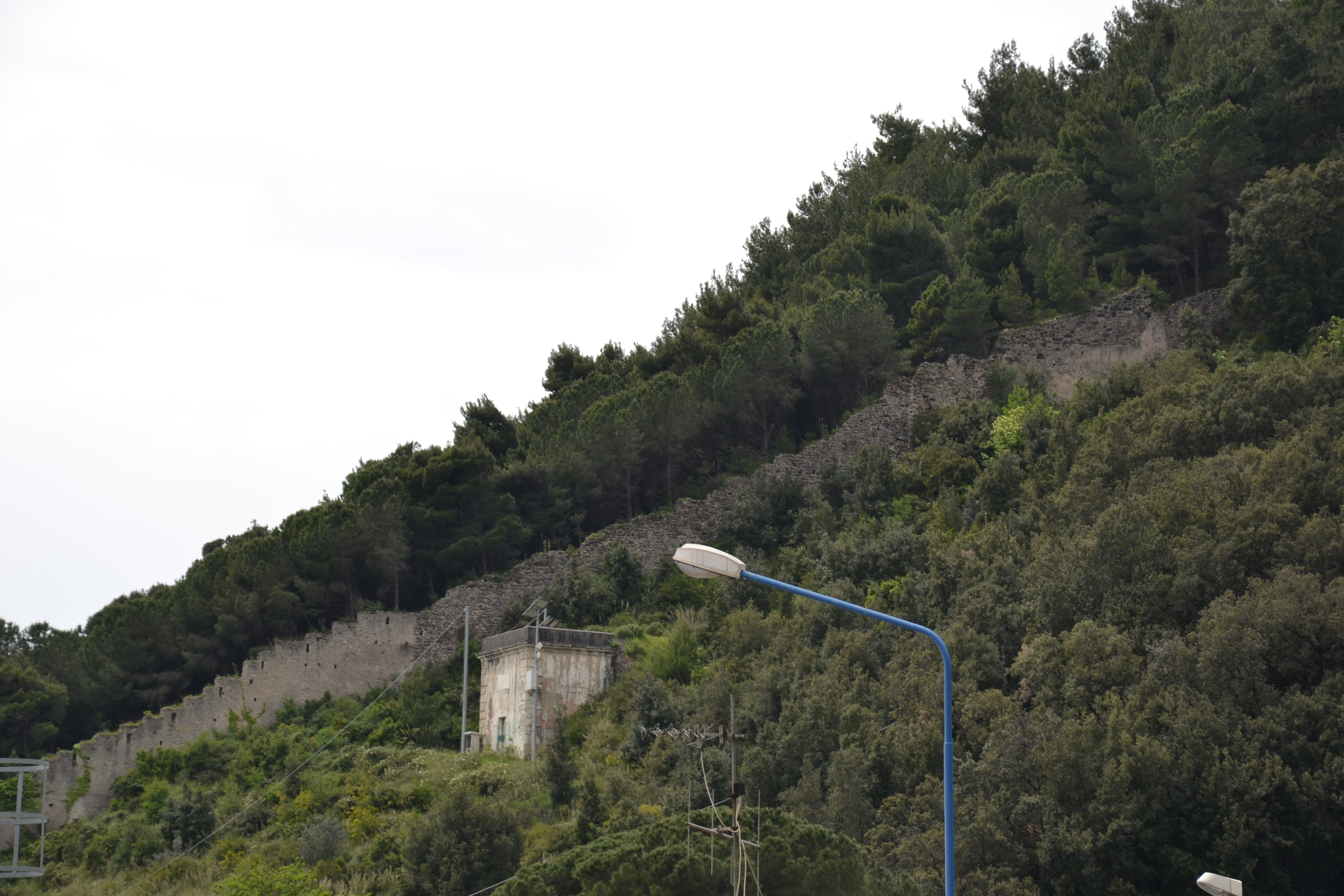
Tracce di mura lungo i fianchi del monte Bonadies

Le mura di Salerno erano le cinta murarie che proteggevano il Principato di Salerno, probabilmente costruite durante l'epoca romana ed ampliate e fortificate durante la dominazione longobarda

## Storia
La storia delle mura della città è molto complessa. Secondo Amarotta le mura raggiunsero la vetta del Monte Bonadies intorno all'anno 1010 mentre lo storico Fiore invece ritiene che queste percorressero, già in età romana (I-II secolo), il monte Bonadies ed arrivassero fino alla via dei Mercanti dove andavano a formare il primo nucleo romano. 
In quel periodo esistevano tre porte: la Nocerina ad ovest, la Porta del Mare a sud e la Rotese ad est. Intorno al III secolo le mura si allargarono verso oriente in quanto porta Rotese si spostò verso l'attuale zona di Largo Plebiscito per poi salire verso il castello.
Intorno al V secolo, invece, le mura occidentali si staccano dalla precedente posizione nei pressi della chiesa di Sant'Andrea e rientrano giungendo fino all'attuale via di Porta Mare. Da qui procedevano fino alla parte alta di largo Dogana Regia per poi ricongiungersi alle vecchie mura nei pressi del vicolo Barliario.

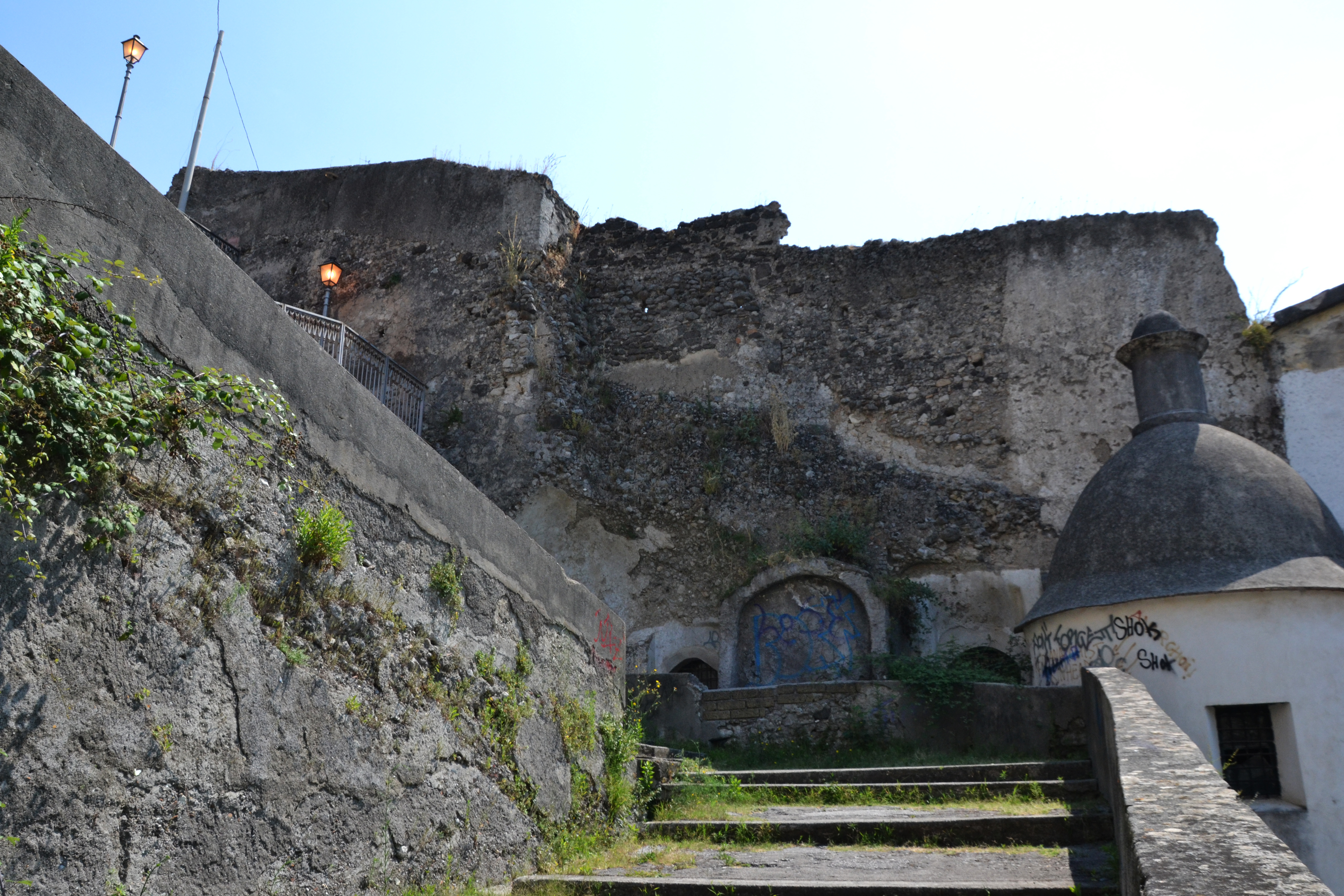
Mura lungo la facciata del Convento/Monastero di Montevergine

Durante la dominazione longobarda Arechi II fortificò ed ampliò la città. Egli recuperò l'antico castello romano, detto Torre Maggiore, e creò nuove fortificazioni difensive creando quattro alte torri, oltre quella centrale, unite tra di loro per mezzo di ponti e di mura con merli. Delle torri una affacciava a nord ed era provvista di porta di ferro, una ad ovest detta Pentuclosa (pentagonale), un'altra ad est detta Mastra ed un'altra più piccola detta Torricella. Nell'ambito del sistema difensivo longobardo il castello costituiva il vertice del cosiddetto sistema difensivo triangolare. Anche il rinnovamento delle mura fu profondo tanto che viene ricordato con il nome di Rifondazione Arechiana. Egli sopraelevò le mura e le ampliò verso oriente e probabilmente intorno al castello realizzò un fossato. Con la morte di Arechi II prese il potere il figlio Grimoaldo che innalzò nuove mura andando a creare il quartiere detto inter murum et muricitum. Con gli assedi dei Saraceni e le lotte interne alla Langobardia Minor il sistema difensivo fu nuovamente ampliato e nelle mura si aprivano sei porte: dei Respizzi e Nocerina ad ovest, Rateprandi e di Mera a sud ed Elina e Rotese ad est.
Verso la fine dell'VIII secolo le cinte murarie si espandono ancora verso occidente raggiungendo l'attuale piazza Sedile del Campo e verso oriente toccavano l'attuale via Porta di Mare. Nella salita verso il Monte Bonadies inglobavano il monastero di San Benedetto e, allacciandosi alle preesistenti mura di via Bastioni, risalivano verso il castello. Le porte della nuova cinta muraria sono: ad ovest la Busandola, a sud la porta del Fornaro e la porta Rateprandi a Largo Campo, la porta dell'Angelo e la porta Elina ad est, nei pressi del convento di San Benedetto.
Con Manfredi la cerchia muraria venne nuovamente rinforzata. Egli riattivò i camminamenti sotterranei che collegavano le varie torri e ristrutturò la Bastiglia.
Delle antiche mura oggi sono rimasti pochi avanzi nei fianchi del monte Bonadies ed in alcune zone isolate del centro storico come in via Fusandola, in via San Benedetto ed in via Arce. Quasi intatto è invece il muro che definiva il fossato intorno al castello.

## Le porte

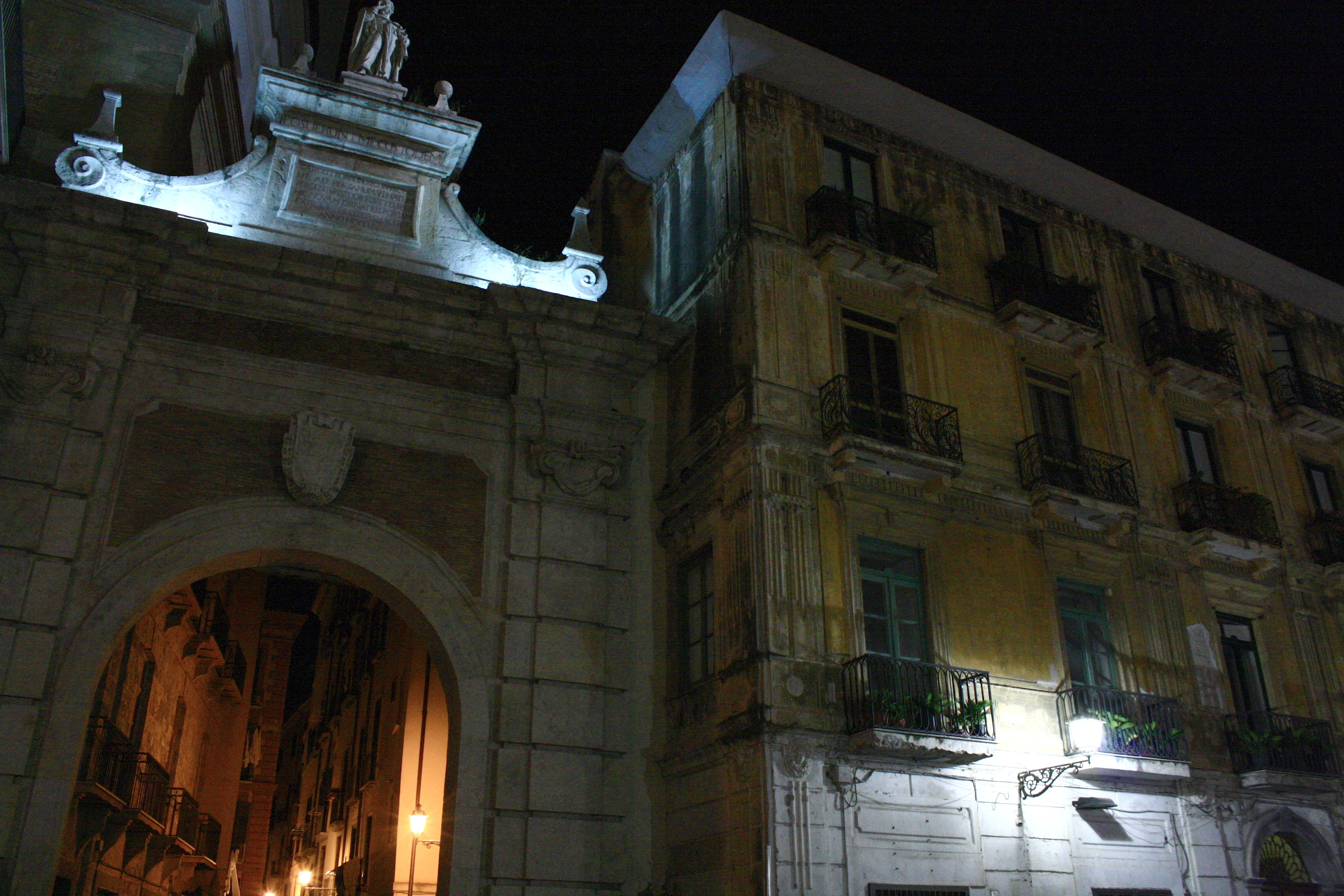
La Porta Nova

- Porta Nova: è posta lungo il lato meridionale delle mura di cinta. Fu costruita nel 1754 per sostituire la Porta Elina. La porta è in stile settecentesco ricoperta di marmo e sormontata dalla statua di San Matteo. È l'unica antica porta di Salerno ancora esistente.
- Porta Catena: (scomparsa)[4]. Era la porta principale di Salerno nel primo Rinascimento verso Napoli e la costiera amalfitana. Si trovava di fronte al campanile sanfeliciano della Chiesa dell'Annunziata, e per la sua costruzione venne soppressa l'antica Porta Busanola che si trovava poco più a monte.
- Porta Elina (scomparsa) : era una delle porte principali della città aperte ad Est; venne soppressa intorno al 1754 dopo la costruzione della Porta Nova, e in seguito andò distrutta. Doveva il suo nome ad un tempio dedicato ad Elena, o secondo altri al palazzo di un nobile ebreo di nome Elino posto nelle vicinanze.
- Porta Rotese (scomparsa): si trovava a Nord-Est dell'abitato, nei pressi dell'antico anfiteatro; doveva il suo nome al fatto che da essa partiva la strada che conduceva a Mercato San Severino (Rota in latino).
- Porta Nocerina (o di Ronca) (scomparsa): si trovava nella zona Nord-Ovest dell'abitato, di fronte al vallone del torrente Fusandola; da qui partiva la strada che da Salerno portava a Nuceria Alfaterna, da cui il nome.
- Porta di mare (scomparsa): si apriva a Sud dell'abitato, proprio di fronte alla spiaggia (da qui il nome).